# Anna Ryžykova
Anna Vasylivna Ryžykova (in ucraino Анна Василівна Рижикова?; Dnipropetrovs'k, 24 novembre 1989) è un'ostacolista e velocista ucraina, vincitrice del bronzo olimpico nella staffetta 4×400 metri a Londra 2012.

## Palmarès
| Anno | Manifestazione  | Sede       | Evento        | Risultato  | Prestazione | Note                                     |
| ---- | --------------- | ---------- | ------------- | ---------- | ----------- | ---------------------------------------- |
| 2007 | Europei U20     | Hengelo    | 4×100 m       | Argento    | 44"77       |                                          |
| 2008 | Mondiali U20    | Bydgoszcz  | 400 m hs      | 6ª         | 58"43       |                                          |
| 2008 | Mondiali U20    | Bydgoszcz  | 4×400 m       | Argento    | 3'34"20     |                                          |
| 2009 | Europei U23     | Kaunas     | 400 m hs      | 8ª         | 57"26       |                                          |
| 2009 | Europei U23     | Kaunas     | 4×400 m       | 4ª         | 3'30"78     |                                          |
| 2010 | Europei         | Barcellona | 400 m hs      | Semifinale | 56"29       |                                          |
| 2011 | Europei U23     | Ostrava    | 400 m hs      | Oro        | 54"77       | Miglior prestazione personale            |
| 2011 | Europei U23     | Ostrava    | 4×400 m       | Argento    | 3'30"13     |                                          |
| 2011 | Universiadi     | Shenzhen   | 400 m hs      | Oro        | 55"15       |                                          |
| 2011 | Mondiali        | Taegu      | 400 m hs      | Semifinale | 55"09       |                                          |
| 2011 | Mondiali        | Taegu      | 4×400 m       | dq         | dq          |                                          |
| 2012 | Europei         | Helsinki   | 400 m hs      | Argento    | 54"35       | Miglior prestazione personale            |
| 2012 | Giochi olimpici | Londra     | 400 m hs      | Semifinale | 55"51       |                                          |
| 2012 | Giochi olimpici | Londra     | 4×400 m       | Bronzo     | 3'23"57     |                                          |
| 2013 | Universiadi     | Kazan'     | 400 m hs      | Argento    | 54"77       |                                          |
| 2013 | Mondiali        | Mosca      | 400 m hs      | 5ª         | 55"01       |                                          |
| 2014 | Europei         | Zurigo     | 400 m hs      | Batteria   | dq          |                                          |
| 2014 | Europei         | Zurigo     | 4×400 m       | Argento    | 3'24"32     |                                          |
| 2015 | Mondiali        | Pechino    | 400 m hs      | Semifinale | 55"16       |                                          |
| 2018 | Mondiali indoor | Birmingham | 400 m piani   | Semifinale | 52"74       |                                          |
| 2018 | Mondiali indoor | Birmingham | 4×400 m       | 4ª         | 3'31"32     |                                          |
| 2018 | Europei         | Berlino    | 400 m hs      | Argento    | 54"51       |                                          |
| 2019 | Europei indoor  | Glasgow    | 400 m piani   | Semifinale | 53"22       |                                          |
| 2019 | World Relays    | Yokohama   | 4×400 m       | Batteria   | dq          |                                          |
| 2019 | Mondiali        | Doha       | 400 m hs      | 7ª         | 54"45       |                                          |
| 2019 | Mondiali        | Doha       | 4×400 m       | 6ª         | 3'27"48     |                                          |
| 2021 | Europei indoor  | Toruń      | 400 m piani   | Semifinale | 52"11       |                                          |
| 2021 | Europei indoor  | Toruń      | 4×400 m       | 5ª         | 3'30"38     |                                          |
| 2021 | Giochi olimpici | Tokyo      | 400 m hs      | 5ª         | 53"48       |                                          |
| 2021 | Giochi olimpici | Tokyo      | 4×400 m       | Batteria   | 3'24"50     |                                          |
| 2022 | Mondiali        | Eugene     | 400 m hs      | 8ª         | 54"93       |                                          |
| 2022 | Mondiali        | Eugene     | 4×400 m       | Batteria   | 3'29"25     |                                          |
| 2022 | Europei         | Monaco     | 400 m hs      | Bronzo     | 54"86       |                                          |
| 2023 | Mondiali        | Budapest   | 400 m hs      | Semifinale | 54"42       | Miglior prestazione personale stagionale |
| 2024 | World Relays    | Nassau     | 4×400 m mista | Batteria   | 3'15"70     |                                          |
| 2024 | Europei         | Roma       | 400 m hs      | Semifinale | 54"95       | Miglior prestazione personale stagionale |
| 2024 | Europei         | Roma       | 4x400 m       | Batteria   | 3'27"69     |                                          |